# Heinkel He 62
L'Heinkel He 62, già Heinkel HD 62, era un idroricognitore monomotore biplano realizzato dall'azienda tedesca Ernst Heinkel Flugzeugwerke nei primi anni trenta.
Venne fornito in alcuni esemplari al Giappone, dove l'Aichi Tokei Denki ne costruì una versione su licenza, l'AB 5, con l'unica differenza nella motorizzazione, un Nakajima Kotobuki, ed usato come base di sviluppo per il successivo AB 6 senza però che ne fosse avviata la produzione in serie.

## Tecnica
L'He 62 era un idrovolante a scarponi dall'aspetto, per l'epoca. convenzionale: monomotore biplano biposto.
La fusoliera era caratterizzata dalla presenza di due abitacoli aperti in tandem, l'anteriore per il pilota ed il posteriore per l'osservatore, collegata inferiormente ai due galleggianti.
La configurazione alare era biplana, con ali della stessa apertura e collegate tra loro da un singolo montante interalare per lato.